# Ulrich Scherping

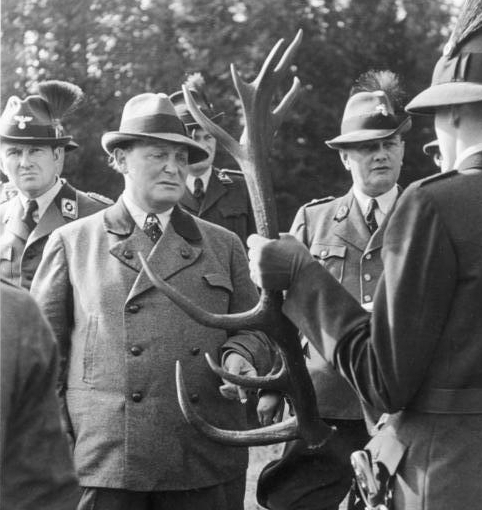
Von links nach rechts: Oberforstmeister Walter Frevert, Reichsjägermeister Hermann Göring und Oberstjägermeister Ulrich Scherping bei der Begutachtung von Hirschgeweihen (Abwurfstangen)

Ulrich Scherping (* 12. Juli 1889 in Krackow, Pommern; † 15. November 1958 in Bonn) war ein preußischer Forstmeister und letzter deutscher Oberstjägermeister sowie SS-Führer, zuletzt im Rang eines SS-Brigadeführers.

## Berufliche Laufbahn
Bereits in der Weimarer Republik hoher Jagdfunktionär, wurde Scherping zu Beginn des Dritten Reiches zum Leiter des Reichsjagdamtes bestellt. Als späterer Oberstjägermeister war er in den 1920er Jahren an der Ausarbeitung des 1934 eingeführten preußischen Jagdgesetzes, welches als Vorlage für das Reichsjagdgesetz diente, maßgeblich beteiligt. Die Grundlagen stammen aus dem Preußischen Ministerium für Landwirtschaft, Domänen und Forsten zur Amtszeit des Sozialdemokraten und Jägers Otto Braun als Minister (1918–1921). Weitere Vorbilder waren die reformierten Jagdgesetze von Polen, Rumänien und das stark auf Naturschutz ausgerichtete britische Kolonial-Jagdrecht.
Von 1920 bis 1926 war er Schriftleiter der Jagdzeitung Der Heger und von 1927 bis 1928 Geschäftsführer der Deutschen Jagdkammer.
Die progressive Deutsche Jagdkammer war ein 1920 gegründeter überregionaler Jagdverband, der sich als Gegenpol zum konservativen Allgemeinen Deutschen Jagdschutz-Verein verstand. Die Deutsche Jagdkammer und der Allgemeine Deutsche Jagdschutz-Verein fusionierten 1928 und firmierten in dem neu gegründeten Reichsjagdbund.
1928 wurde er Geschäftsführer des Reichsjagdbundes und von 1931 bis 1933 war er Vorsitzender des Vereins Deutscher Berufsjäger.
1933 wurde er Generalsekretär des Allgemeinen Deutschen Jagdschutz-Vereins (ADJV) und Leiter des Reichsjagdamtes. Der ADJV wurde 1875 in Dresden als erste allgemeindeutsche Vereinigung der Jagdverbände gegründet und bestand bis 1934. Dann wurde er in den Reichsbund Deutsche Jägerschaft gleichgeschaltet. Der Reichsbund Deutsche Jägerschaft war die Einheitsorganisation der deutschen Jäger unter dem nationalsozialistischen Regime in der Zeit von 1934 bis 1945. Er wurde auf Grund des § 56 des Reichsjagdgesetzes vom 3. Juli 1934 als Körperschaft des öffentlichen Rechts gegründet und der Aufsicht des Reichsjägermeisters unterstellt. Der so gleichgeschalteten „Deutsche Jägerschaft“ waren angegliedert das Institut für Jagdkunde und die Deutsche Versuchsanstalt für Handfeuerwaffen e. V. Der Reichsbund hatte eine eigene Ehrengerichtsbarkeit (§ 57 RJagdges.).
Von 1953 bis 1958 war Scherping Hauptgeschäftsführer des wiedergegründeten Deutschen Jagdschutzverbandes (DJV) als Nachfolgers des ADJV.

## Politische Laufbahn
Ulrich Scherping trat nach der „Machtergreifung“ in die NSDAP (Mitgliedsnummer 2.628.412) und in die SS (SS-Nr. 277.286) ein. In letzterer wurde er aufgrund seiner Verdienste am 9. November 1936 sofort zum SS-Oberführer beim Stab des Reichsführers SS ernannt und am 20. April 1939 zum SS-Brigadeführer befördert.

## Werke
- Waidwerk zwischen den Zeiten. Paul Parey, Berlin/Hamburg 1950.
- Krone des Waidwerks. 1958.
- Uns blieb das Waidwerk. 1958.

## Aufsätze
- Bialowies wieder in deutscher Verwaltung. In: Wild und Hund. 1941/42, Nr. 37/38, S. 317–325.
- Klumpenbalis. In: Die Pirsch. 1954, Nr. 20, S. 621–623.
- Eine einmalige Gehörnsammlung. In: Wild und Hund. 59. Jg., 1956/57, S. 197–200.
- Literaturpreis für Jagdbuch. In: Wild und Hund. 60. Jg., 1957/58, S. 219.
- Starker Tabak! In: Wild und Hund. 60. Jg., 1957/58, S. 269 f.
- „Und könnt es Herbst…“. In: Wild und Hund. 1957/58, Nr. 16, S. 416.
- Herzog Adolf Friedrich zu Mecklenburg. In: Wild und Hund. 61. Jg., 1958/59, S. 355.
- In memoriam Ulrich Scherping. Wörtliche Wiedergabe der auf Tonband aufgenommenen Ansprache von Oberstjägermeister Ulrich Scherping auf dem Verbandstag des Jagdgebrauchshundeverbandes am 17. März 1957. In: Wild und Hund. 61. Jg., 1958/59, S. 370–372.